# Miss Polly Had a Dolly
 (mars 2025).
Si vous disposez d'ouvrages ou d'articles de référence ou si vous connaissez des sites web de qualité traitant du thème abordé ici, merci de compléter l'article en donnant les références utiles à sa vérifiabilité et en les liant à la section « Notes et références ».
 (décembre 2023).
Miss Polly Had a Dolly également nommée Miss Polly ou Miss Molly had a Dolly est une chanson enfantine (comptine) de langue anglaise d’origine américaine.

## Paroles
Miss Molly had a dolly who was sick, sick, sick.

So she called for the doctor to come quick, quick, quick.

The doctor came with his bag and his hat,

And he knocked on the door with a rat-a-tat-tat.

He looked at the dolly and he shook his head.

And he said, "Miss Molly, put her straight to bed."

He wrote on the paper for a pill, pill, pill.

"I'll be back in the morning with the bill, bill, bill."
Miss Polly had a dolly who was sick, sick, sick.

So she called for the doctor to come quick, quick, quick.

The doctor came with his bag and his hat,

And he knocked on the door with a rat-a-tat-tat.

He looked at the dolly and he shook his head.

And he said, "Miss Polly, put her straight to bed."

He wrote on the paper for a pill, pill, pill.

"I'll be back in the morning with the bill, bill, bill."
La traduction française peut être:
Mademoiselle Molly avait une poupée qui était souffrante, -ante, -ante,

Aussi elle a appelé le docteur pour qu'il vienne sans attendre, -endre, -endre.

Le docteur est venu avec son chapeau et son sac

Et il a frappé à la porte d'un tac-à-tac-à-tac.

La poupée, il a regardé et la tête, il a secoué

Et il a dit "Mademoiselle Molly, tout de suite faut la coucher".

Il a ordonné sur un papier une pilule, –lule, -lule.

"Je reviendrai demain matin avec la facture, –ture, -ture."
Mademoiselle Polly avait une poupée qui était souffrante, -ante, -ante,

Aussi elle a appelé le docteur pour qu'il vienne sans attendre, -endre, -endre.

Le docteur est venu avec son chapeau et son sac

Et il a frappé à la porte d'un tac-à-tac-à-tac.

La poupée, il a regardé et la tête, il a secoué

Et il a dit "Mademoiselle Polly, tout de suite faut la coucher".

Il a ordonné sur un papier une pilule, –lule, -lule.

"Je reviendrai demain matin avec la facture, –ture, -ture."